# Kaplica rodziny Zawiszów Czarnych w Chełmży
Kaplica rodziny Zawiszów Czarnych w Chełmży – neobarokowy zabytek sepulkralny, grobowiec rodziny Zawiszów Czarnych herbu Przerowa z Warszewic.

## Historia
Wzniesione w 1879 roku mauzoleum znajduje się na terenie tzw. „starego” cmentarza powstałego w I. poł. XIX w. w miejscu dawnego średniowiecznego kościoła św. Jerzego ze szpitalem (przytułkiem) dla trędowatych, który rozebrano w 1827 roku. Fronton bogato zdobionej budowli zwieńczonej krzyżem zdobią herby nawiązujące do bitwy pod Grunwaldem. W ołowianych trumnach spoczywają tutaj potomkowie rodziny Sczanieckich z Nawry oraz Zawiszów Czarnych z Warszewic, m.in. Alfred Zawisza Czarny, powstaniec listopadowy, który po śmierci 13 maja 1878 roku został tutaj pochowany.